# Don-Tieriezin
Don-Tieriezin (ros. Дон-Терезин) – wieś w Rosji, w Tuwie, w kożuunie barun-chiemczickim. W 2010 liczyła 808 mieszkańców.